# Arbeitnehmerüberlassung

Rechtsbeziehung zwischen Arbeitgeber, Arbeitnehmer und Entleiher

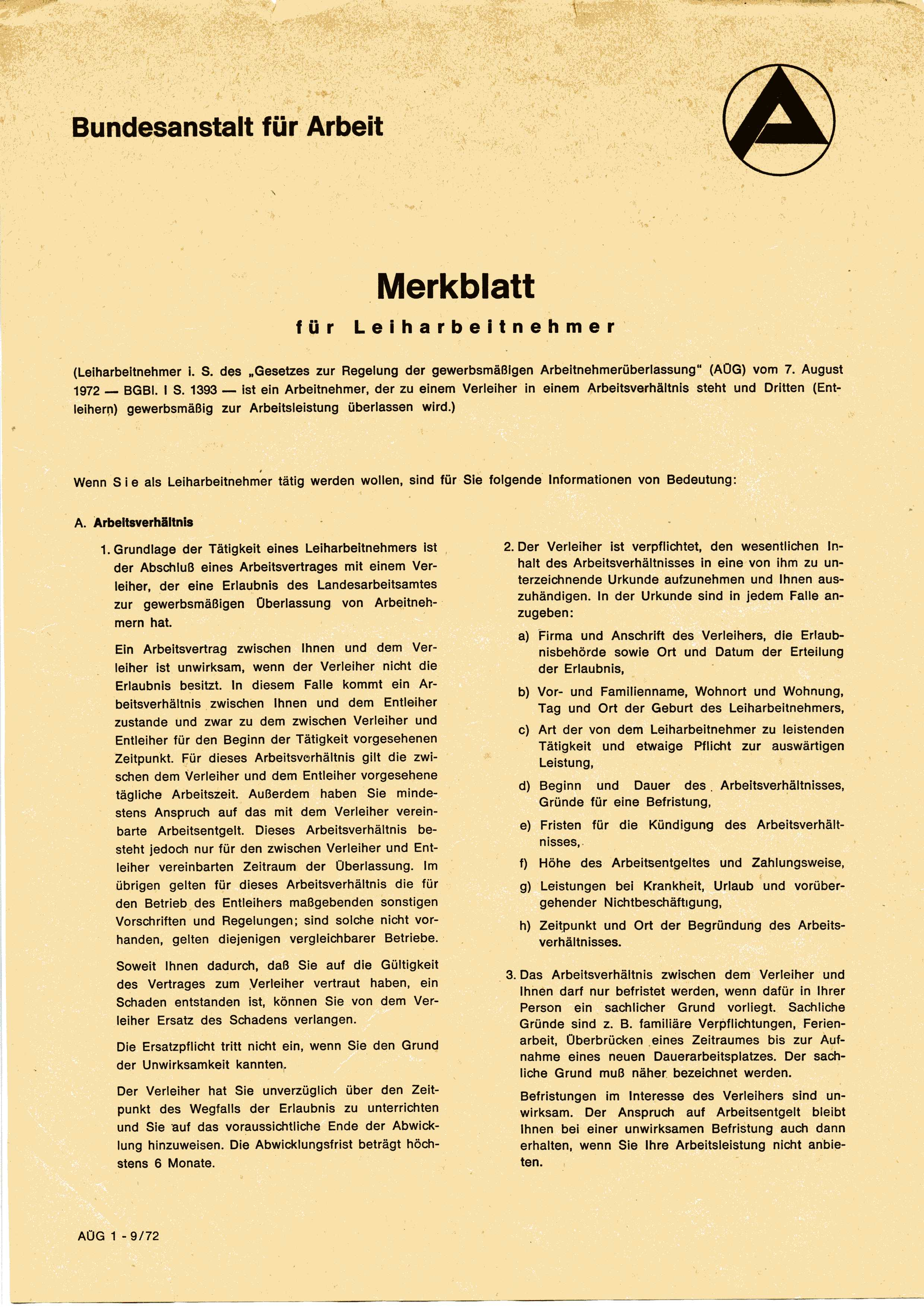
„Merkblatt für Leiharbeitnehmer“ der Bundesanstalt für Arbeit, das ein Verleiher gemäß dem Arbeitnehmerüberlassungsgesetz (AÜG) von 1972 beim Abschluss eines Arbeitsvertrages mit einem Leiharbeiter diesem aushändigen musste

Arbeitnehmerüberlassung (kurz ANÜ; auch Leiharbeit; Synonyme Zeitarbeit, Mitarbeiterüberlassung, Personalleasing und Temporärarbeit) liegt vor, wenn Arbeitnehmer (Leiharbeitnehmer, LAN) von einem Arbeitgeber (Verleiher) einem Dritten (Entleiher) gegen Entgelt für begrenzte Zeit überlassen werden. Rechte (Zuweisung des Arbeitsplatzes) und Pflichten (Gehaltszahlung, Sozialversicherungsanmeldung, Bereitstellung von Persönlicher Schutzausstattung) des Arbeitgebers liegen grundsätzlich beim Verleiher. Das Dispositionsrecht des Arbeitgebers und die Verpflichtung zur Fürsorge gehen an den Entleihbetrieb über, der konkrete Arbeitsplätze und Arbeitsweisen anordnen kann und dafür auch für einen sicheren Arbeitsplatz und gleichberechtigten Zugang zu den Sozialeinrichtungen des Betriebs (z. B. Kantinen) sorgen muss.

## Gesetzliche Grundlagen
Rechtsgrundlage für die Tätigkeit des Verleihers ist in Deutschland das Arbeitnehmerüberlassungsgesetz (AÜG), in Österreich das Arbeitskräfteüberlassungsgesetz (AÜG). Diese Gesetze dienen der Umsetzung der europäischen Richtlinie 2008/104/EG Leiharbeitsrichtlinie. In der Schweiz gelten die Art. 19ff. AVG (Arbeitsvermittlungsgesetz).

## Geschichte
Der Ursprung der Arbeitnehmerüberlassung liegt in den USA. Die Anwälte Elmer L. Winter und Aaron Scheinfeld benötigten für die Erstellung eines juristischen Schriftstückes eine Sekretärin. Auf der Suche nach einem kompetenten Mitarbeiter wurde ihnen klar, dass die neue Schreibkraft nur kurze Zeit einen Vertrag bekommen könne. Daraus und aus der Tatsache, dass ihnen niemand von einer anderen Firma kurzfristig zur Verfügung stand, entwickelten sie eine Idee: das Prinzip der Arbeitnehmerüberlassung. Bereits 1948 gründeten sie die Firma Manpower Inc. in Milwaukee. In den USA erfuhr dieses Konzept einen raschen Aufschwung. Die Expansion setzte sich in Europa fort. 1956 eröffneten Büros in Paris und London.

## Allgemeines

### Leiharbeitnehmer
Der Leiharbeitnehmer steht in einem Arbeitsverhältnis zum Verleiher. Diesem gegenüber gelten die arbeitsvertraglichen, tarifvertraglichen und gesetzlichen Arbeitnehmerrechte. Das Leiharbeitsverhältnis unterliegt demselben Kündigungsschutz wie jedes andere Arbeitsverhältnis. Seine Arbeitsleistung erbringt der Leiharbeitnehmer nicht bei dem Verleiher, sondern beim Entleiher. Das Weisungsrecht wird dem Entleiher übertragen, der die Mitverantwortung für den Arbeitsschutz trägt. Weisungs- und pflichtwidriges Verhalten darf nur der Verleiher ahnden.

### Verleiher
Der Vertrag zwischen dem Leiharbeitnehmer und dem Verleiher ist ein Arbeitsvertrag mit allen Rechten und Pflichten. Der Unterschied besteht darin, dass der Arbeitgeber berechtigt ist, den Arbeitnehmer einem Dritten zu überlassen (§ 613 Satz 2 BGB). Das Vertragsverhältnis zwischen dem Verleiher und dem Entleiher wird durch einen Arbeitnehmerüberlassungsvertrag (AÜV) geregelt. Der Verleiher übernimmt (in der Regel) keine Gewährleistung für die Qualität der geleisteten Arbeit sowie keine Haftung für eventuellen Arbeitsausfall. Die Haftung des Verleihers gegenüber dem Entleiher beschränkt sich unter dem Gesichtspunkt eines Auswahlverschuldens darauf, dass der Leiharbeitnehmer der angeforderten Qualifikation entspricht. Für das Einhalten der Unfallverhütungsvorschriften und der sonstigen Vorschriften zum Arbeitsschutz bleibt der Verleiher auch bei einer anderweitigen Regelung im Innenverhältnis zum Entleiher mitverantwortlich. Bei der gewerblichen Arbeitnehmerüberlassung wird in der Regel zwischen dem Verleiher und dem Entleiher ein Stundensatz für die zu leistende Arbeitszeit vereinbart, der nicht identisch mit dem Lohn des Arbeitnehmers ist.
In seinem Artikel „Hartz and more – Zum Abbau der Arbeitslosigkeit durch Zeitarbeit“ erklärte Wolfgang Ochel im Jahr 2003, wie Verleiher den Verleihstundensatz eines Leiharbeitnehmers in Deutschland kalkulieren:
| Stundensatzkalkulation                                                          | Summen  |
| ------------------------------------------------------------------------------- | ------- |
| + Entleihgebühr                                                                 | 14,00 € |
| − Bruttostundenlohn des Leiharbeitnehmers (ehemals Entgeltgruppe 1)             | 6,50 €  |
| − Sozialversicherungs-Anteil Verleiher                                          | 1,34 €  |
| − Sonstige kalkulatorische Kosten (Urlaub, Krankheit etc. des Mitarbeiters)     | 1,63 €  |
| − Sonstige interne Kosten (Personalkosten für „interne“ Mitarbeiter, Büro etc.) | 3,69 €  |
| = Ertrag des Verleihers (vor Steuern)                                           | 0,84 €  |

Dieses Kalkulationsschema des IFO-Instituts von 2003 zeigt, dass der Kalkulationsfaktor auf den Bruttostundenlohn des Verleihers etwa 2,0 beträgt. Multipliziert man den Bruttostundenlohn mit diesem Kalkulationsfaktor, so erhält man die Entleihgebühr für den Entleihbetrieb. Der Ertrag verringert sich für den Verleiher, wenn Arbeitsschutzkleidung erforderlich ist (z. B. Sicherheitsschuhe, Blaumann, Schutzbrille etc.) oder wenn die Verleihzeit des Leiharbeitnehmers nicht bei 100 % liegt (z. B. durch auftragsfreie Zeiten etc.). Dafür erhöht er sich, je länger die Einsatzzeit auf derselben Stelle dauert, denn die größten Kosten entstehen in der Rekrutierung und Vermittlung.
Die Zahlen aus diesem Rechenbeispiel sind mittlerweile überholt (vgl. Abschnitt Entlohnung), so dass man effektiv von ca. 170–190 % Aufschlag bei den Kalkulationssätzen ausgehen kann (Stand: 2019).

### Entleiher
Der Entleiher nutzt die Arbeitskraft des Leiharbeitnehmers, ohne dass arbeitsrechtliche Ansprüche daraus erwachsen, da direkte vertragliche Bindungen zum Leiharbeitnehmer fehlen. Ist der Vertrag über die Arbeitnehmerüberlassung zwischen dem Verleiher und dem Entleiher unwirksam, führt dies dazu, dass ein Arbeitsverhältnis zwischen Leiharbeitnehmer und Entleiher durch gesetzliche Fiktion zustande kommt (§ 10 AÜG). Im Rahmen der „Subsidiärhaftung“ haftet der Entleiher nach § 28e Abs. 2 SGB IV und § 150 Abs. 3 SGB VII für die vom Verleiher trotz Mahnung nicht abgeführten Sozialversicherungsbeiträge gegenüber den Sozialversicherungsträgern (Krankenkassen, Berufsgenossenschaften) und nach § 42d Abs. 6 EStG für nicht abgeführte Lohnsteuer.
Der Entleiher beschäftigt Leiharbeitnehmer, um seinen Arbeitskräftebedarf bei Nachfragespitzen oder auch längerfristigen Ausfällen bei Erkrankungen zu decken. Er erhält dadurch die Möglichkeit, eine kleinere Stammbelegschaft vorzuhalten und damit sein Unternehmerrisiko für den Fall schlechter Auftragslage zu verringern. In Deutschland profitiert ein Entleiher indirekt davon, wenn die Tarifverträge für die Zeitarbeit – wie zumeist – geringere Arbeitsentgelte vorsehen als die Tarifverträge, die für die Branche des Entleihers gelten. Die Anwendbarkeit solcher Tarifverträge wurde mit der seit 1. April 2017 geltenden Neufassung des § 8 AÜG zeitlich eingeschränkt.

### Problematische Begrifflichkeiten
Im Zivilrecht (§ 598 BGB, ähnlich für Österreich: §§ 971ff. ABGB, für die Schweiz: Art. 305ff. OR) wird unter Leihe die unentgeltliche Überlassung einer Sache verstanden, die im gleichen Zustand zurückzugeben ist. Dies kann man schlechterdings von einer überlassenen Arbeitskraft verlangen, so dass es nahe liegt, von Zeitarbeit bzw. Zeitarbeitskraft zu sprechen.

## Arbeitnehmerüberlassung in Deutschland

### Entwicklung der Rahmenbedingungen

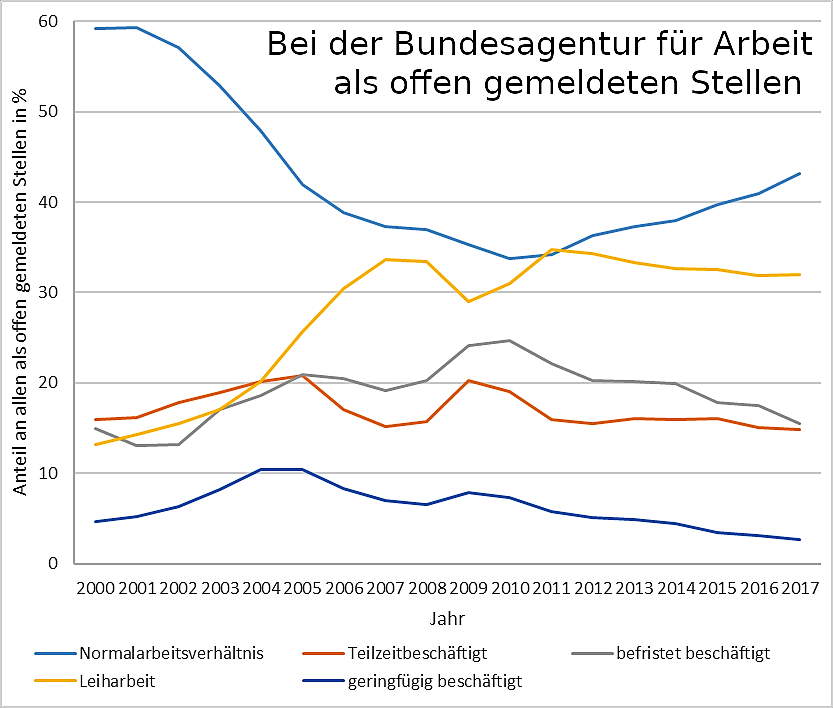
Entwicklung des Anteils der Leiharbeit an Stellen, die bei der Bundesagentur für Arbeit als offen gemeldet sind, im Vergleich zu anderen atypischen Beschäftigungsformen und zu Normalbeschäftigung. Die Leiharbeit zeigt den stärksten Anstieg aller dargestellten Beschäftigungsformen. Normalarbeitsverhältnis ist hier definiert als reguläre sozialversicherungspflichtige Beschäftigung in einem unbefristeten Vollzeitarbeitsverhältnis (nicht als Leiharbeitnehmer).

Der Begriff Zeitarbeit stammt aus den Anfängen der Branche in Deutschland. Im Oktober 1960 gründete Günter Bindan in Bremen unter seinem Namen das erste deutsche Zeitarbeitsunternehmen. Bei Einführung des AÜG im Jahr 1972 war die maximale Überlassungsdauer von Leiharbeitnehmern auf drei Monate befristet. 1982 wurde die Leiharbeit im Baugewerbe im Wesentlichen verboten, 1985 die maximale Einsatzdauer auf sechs Monate und in der Folge schrittweise auf 24 Monate verlängert.
Am 1. Januar 2003 hob der damalige Bundesminister für Wirtschaft und Arbeit der Regierung Schröder, Wolfgang Clement, im Zuge der Agenda 2010 zum Zwecke der „Flexibilisierung des Arbeitsmarktes“ mehrere gesetzliche Rahmenbedingungen für die Zeitarbeit aus dem Arbeitnehmerüberlassungsgesetz (AÜG) ersatzlos auf. In einem Ausgleich für die Abschaffung der Beschränkung der Höchstüberlassungsdauer, des Befristungsverbotes, des Wiedereinstellungsverbotes und des Synchronisationsverbotes wurde ein neuer Gleichbehandlungsgrundsatz eingeführt. Mit diesem sollten Zeitarbeitnehmer den Stammarbeitnehmern hinsichtlich Lohn, Urlaub und Arbeitszeit (sog. Equal Pay und Equal Treatment) formal gleichgestellt werden. Der Minister Wolfgang Clement verzichtete dabei aber auf eine gesetzlich unverrückbare Festschreibung und ergänzte den Gesetzestext mit der einschränkenden Formulierung „Ein Tarifvertrag kann abweichende Regelungen zulassen“.
Am 24. Februar 2003 wurde dann durch die Tarifgemeinschaft CGZP der erste abweichende bundesweite Flächentarifvertrag für Zeitarbeitsunternehmen mit der Interessengemeinschaft Nordbayerischer Zeitarbeitsunternehmen (INZ) abgeschlossen. Dies betraf um die 40 Mitgliedsunternehmen mit etwa 10.000 Beschäftigten. Das Lohnniveau lag um 40 % unter dem, was der Bundesverband Zeitarbeit BZA mit dem DGB bereits ausgehandelt hatte. Daraufhin unterzeichnete der BZA die Vereinbarung nicht, sondern handelte in der Folge mit dem DGB Tariflöhne aus, die in der untersten Lohngruppe um ein Drittel niedriger lagen als der gesetzliche Mindestlohn im Bauhauptgewerbe. Damit wurden Niedriglöhne in der Zeitarbeitsbranche etabliert und die Unternehmen begannen, die Arbeitnehmerüberlassung nicht mehr nur zum Abfedern von Auftragsspitzen zu nutzen, sondern Stammpersonal zu entlassen und Leiharbeiter dauerhaft zu beschäftigen. Auch die Anreize, betriebsbedingt entlassenes Personal bei erneutem Mitarbeiterbedarf nicht direkt, sondern nur als Leiharbeiter wieder einzustellen („Drehtüreffekt“), nahmen zu. Nachdem die Anzahl der Zeitarbeiter seit 2000 nahezu unverändert gewesen war, verdreifachte sie sich zwischen 2003 und 2011 nahezu.
In der Folge fusionierten die Arbeitgeberverbände INZ und MVZ zum Arbeitgeberverband Mittelständischer Personaldienstleister (AMP), der die Tarifpartnerschaft mit der CGZP weiterführte. Darüber hinaus hatte die CGZP zahlreiche Firmentarifverträge abgeschlossen. Mit den beiden anderen Arbeitgeberverbänden Bundesverband Zeitarbeit Personal-Dienstleistungen (BZA) und Interessenverband Deutscher Zeitarbeitsfirmen (iGZ) bestanden keine Tarifverträge. Das Bundesarbeitsgericht stellte in mehreren Entscheidungen ab Dezember 2010 fest, dass die CGZP von Beginn an nicht tariffähig war. Die mit der CGZP abgeschlossenen, nun nichtigen Tarifverträge galten für etwa 1.600 Betriebe mit insgesamt gut 280.000 Beschäftigten, die nun auch rückwirkend gesetzlichen Anspruch auf Equal Pay und Equal Treatment hatten. Die Zeitarbeitsunternehmen mussten die Sozialversicherungsbeiträge für die Lohndifferenz der letzten vier Jahre an die Sozialversicherungsträger nachträglich entrichten.
Auf gemeinsamen Vorschlag von BAP, iGZ und den DGB-Gewerkschaften setzte das Bundesministerium für Arbeit und Soziales für die Zeitarbeit durch Rechtsverordnung nach § 3a AÜG eine allgemeinverbindliche Lohnuntergrenze (Mindestarbeitsentgelt) fest, die seit dem 1. Januar 2012 verbindlich ist. Das Mindestarbeitsentgelt müssen auch Verleiher zahlen, die ihren Sitz im Ausland haben, wenn sie Leiharbeitnehmer für eine Tätigkeit in Deutschland überlassen.

#### Übersicht
| Oktober 1960:      | Der Speditionskaufmann Günter Bindan macht sich selbständig und gründet in Bremen unter seinem Namen das erste deutsche Zeitarbeitsunternehmen. |
| 4. April 1967:     | Das Bundesverfassungsgericht erklärt die Erstreckung des staatlichen Arbeitsvermittlungsmonopol auf die gewerbsmäßige Arbeitnehmerüberlassung für verfassungswidrig und ermöglicht damit die legale Arbeitnehmerüberlassung durch Private |
| 7. August 1972:    | Erstmalige Regelung der Arbeitnehmerüberlassung in Deutschland durch Erlass des Arbeitnehmerüberlassungsgesetzes (AÜG) |
| 1. Januar 1982:    | Verbot der gewerbsmäßigen Arbeitnehmerüberlassung in Betriebe des Baugewerbes für Arbeiten, die üblicherweise von Arbeitern verrichtet werden |
| 1. Mai 1985:       | Verlängerung der maximal erlaubten Überlassungsdauer von 3 auf 6 Monate |
| 1. Januar 1994:    | Verlängerung der maximal erlaubten Überlassungsdauer von 6 auf 9 Monate |
| 1. April 1997:     | Verlängerung der maximal erlaubten Überlassungsdauer von 9 auf 12 Monate Zulassung der Synchronisation von Ersteinsatz und Arbeitsvertrag (Beschränkung des Synchronisationsverbotes auf die wiederholte Synchronisation) Zulassung der Wiedereinstellung nach Ablauf von 3 Monaten Lockerung des Befristungsverbotes |
| 1. Januar 2002:    | Verlängerung der maximal erlaubten Überlassungsdauer von 12 auf 24 Monate |
| 1. Januar 2003:    | Wegfall der zeitlichen Beschränkung der Überlassungsdauer Wegfall des besonderen Befristungsverbotes, des Wiedereinstellungsverbotes und des Synchronisationsverbotes Lockerung des Überlassungsverbotes im Baugewerbe bei Überlassung zwischen Betrieben des Baugewerbes Aufnahme des Grundsatzes des Equal Pay in das AÜG mit Öffnungsklausel für Tarifverträge, die davon zuungunsten des Arbeitnehmers abweichen Verpflichtung der Bundesanstalt für Arbeit, in jedem Arbeitsamtsbezirk mindestens eine Personal-Service-Agentur zur „vermittlungsorientierten Arbeitnehmerüberlassung“ einzurichten |
| 23. Februar 2003:  | Tarifabschluss zwischen der Interessengemeinschaft Nordbayerischer Zeitarbeitsunternehmen (INZ) und Tarifgemeinschaft der Christlichen Gewerkschaften Zeitarbeit und PSA (CGZP). Damit wurde der erste Flächentarifvertrag im Bereich der Zeitarbeitsunternehmen geschlossen. Die Zeitarbeitsbranche kannte bisher nur vereinzelt Haustarifverträge, etwa den im Jahr 2000 zwischen Randstad und den Gewerkschaften DAG und ÖTV vereinbarten. Durch den Abschluss dieses Tarifvertrags wurde das Prinzip „Equal Pay – Equal Treatment“ (also gleiche Bezahlung und Behandlung wie im Entleihbetrieb) verhindert, das ansonsten ab dem 1. Januar 2004 gegolten hätte. Bis zu vorgenanntem Zeitpunkt waren die Löhne und Arbeitsbedingungen von Leiharbeitnehmern nicht tariflich festgelegt. |
| 6. Mai 2003:       | Tarifabschluss zwischen der Mittelstandsvereinigung Zeitarbeit e. V. (MVZ) und der Tarifgemeinschaft der Christlichen Gewerkschaften Zeitarbeit und PSA (CGZP) |
| 29. Mai 2003:      | iGZ–Tarifkommission und DGB-Gewerkschaften unterzeichnen einen Entgelt-/, Entgeltrahmen-/, Mantel- und Beschäftigungssicherungstarifvertrag. |
| 22. Juli 2003:     | BZA und DGB-Gewerkschaften schließen einen Manteltarifvertrag. |
| 31. Dezember 2005: | Wegfall der Verpflichtung der Bundesanstalt für Arbeit, in jedem Arbeitsamtsbezirk mindestens eine Personal-Service-Agentur einzurichten. |
| 14. April 2011:    | Der Arbeitgeberverband Mittelständischer Personaldienstleister e. V. (AMP) und Bundesverband Zeitarbeit Personal-Dienstleistungen e. V. (BZA) schließen sich zum „Bundesarbeitgeberverband der Personaldienstleister“ (BAP) zusammen |
| 30. April 2011:    | Inkrafttreten der gesetzlichen Regelung, die die Einführung eines allgemeinverbindlichen Mindestlohns (Lohnuntergrenze) im Bereich der Arbeitnehmerüberlassungen ermöglicht (§ 3a AÜG). |
| 1. Dez. 2011:      | Inkrafttreten wichtiger Änderungen des AÜG, unter anderem Ausdehnung des Anwendungsbereichs des AÜG auf nicht gewerbsmäßige Arbeitnehmerüberlassung |
| 1. Januar 2012:    | Inkrafttreten eines Mindestlohnes in Höhe von 7,89 € im Westen, 7,01 € im Osten auf Basis einer Rechtsverordnung des BMAS |
| 1. November 2012:  | Erstmals sind an Leiharbeitnehmer aufgrund eines Tarifvertrags Branchenzuschläge zu zahlen, wenn sie in die Metall-, Elektro- und Chemieindustrie überlassen werden. Die Zuschläge betragen in 5 Stufen gestaffelt nach der Überlassungsdauer und je nach Entgeltgruppe zwischen 10 % nach 6 Wochen und 50 % nach 9 Monaten |
| 1. Januar 2013:    | Branchenzuschläge in der Kautschukindustrie von 4 % nach sechs Wochen bis zu 16 % nach neun Monaten. In der Kunststoffindustrie gibt es verschiedene Zuschläge, je nach Tarifgruppe. Diese reichen in der Entgeltgruppe 1 und 2 von 7 % bis 25 %, in der dritten und vierten von 4 % bis 15 % und in der fünften von 3 % bis 10 %, diese richten sich aber auch nach Einsatzdauer. |
| 1. Februar 2013:   | Der BAP (Bundesarbeitgeberverband der Personaldienstleister) beendigt die Tarifverträge mit den Christlichen Gewerkschaften |
| 1. April 2013:     | Branchenzuschläge im Schienenverkehrsbereich, diese sind auch unterschiedlich nach Einsatzdauer und Tarifgruppe gestaffelt. Die Tarifgruppe 6 bis 9 muss auch hier leer ausgehen. Die Holz und Kunststoff verarbeitende Industrie muss Zuschläge bezahlen: von 7 % nach sechs Wochen und bis zu 31 % nach neun Monaten. Auch die textilverarbeitende Industrie gewährt Zuschläge: von 5 % nach sechs Wochen bis zu 25 % nach neun Monaten. |
| 1. April 2017:     | Wiedereinführung einer gesetzlichen Höchstüberlassungsdauer von 18 Monaten. Ausdrückliches Verbot von Kettenüberlassungen. |

Nach dem Wegfall des Synchronisationsverbots (auch: Synchronisierungsverbot) ist nun die Beschäftigung eines Arbeitnehmers für nur eine einzelne Überlassung an einen Entleiher erlaubt. Dabei ist das Teilzeit- und Befristungsgesetz zu beachten, eine Befristung (Synchronisierung) des Einsatzes mit der Begründung „vorübergehender Bedarf beim Kunden“ ist nach der Rechtsprechung des BAG unzulässig. Danach kann der Arbeitnehmer unter Einhaltung der tariflichen Kündigungsfrist und unter Beachtung des Kündigungsschutzgesetzes entlassen werden. Durch Aufhebung der Wiedereinstellungssperre kann derselbe Arbeitnehmer später wieder eingestellt werden.

### Entwicklung der Anzahl der Beschäftigten

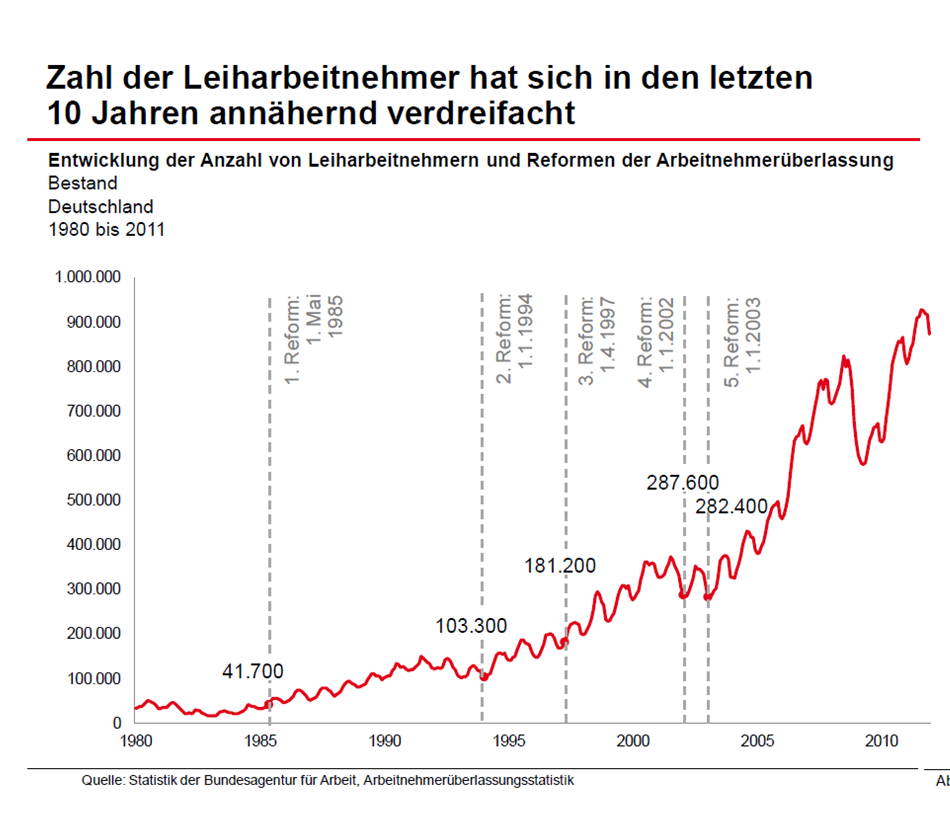
Zahl der Leiharbeitnehmer von 2002 auf 2011 auf fast das Dreifache gestiegen

Die Anzahl der Leiharbeitnehmer hat sich – begünstigt durch die Deregulierungen der Agenda 2010 – seit 2005 in etwa verdoppelt. Den Höchststand erreichten die Zahlen 2017. Aufgrund zahlreicher Missbrauchsvorwürfe und Meldungen über politisch nicht gewünschte Verdrängung von regulärer Beschäftigung, hat die Politik mit Korrekturen am Gesetz reagiert. Die Zahlen sind seitdem gesunken. Für die politische Einordnung sind die absoluten Zahlen nur begrenzt aussagekräftig, deutlich wichtiger ist das Verhältnis zur Gesamtzahl der Arbeitnehmer bzw. das Verhältnis insbesondere bei Neueinstellungen. Dieser Wert bewegt sich zwischen 2 und 3 Prozent.
Die folgende Aufstellung gibt jeweils die von der Bundesagentur für Arbeit ermittelten absoluten Zahlen zum Stichtag 30. Juni und 31. Dezember wieder.
(Stand: 1. November 2020)
| Jahr | 30. Juni  | 31. Dezember | Anmerkungen                                           |
| 1996 | 177.935   | —            | —                                                     |
| 1997 | 212.664   | —            | —                                                     |
| 1998 | 252.895   | 232.242      | —                                                     |
| 1999 | 286.394   | 286.362      | —                                                     |
| 2000 | 339.022   | 337.845      | —                                                     |
| 2001 | 357.264   | 302.907      | —                                                     |
| 2002 | 326.295   | 308.534      | —                                                     |
| 2003 | 327.331   | 327.789      | —                                                     |
| 2004 | 399.789   | 389.090      | —                                                     |
| 2005 | 453.389   | 464.539      | —                                                     |
| 2006 | 598.284   | 631.076      | —                                                     |
| 2007 | 731.152   | 721.345      | —                                                     |
| 2008 | 794.363   | 673.768      | —                                                     |
| 2009 | 609.720   | 632.377      | —                                                     |
| 2010 | 806.123   | 823.509      | —                                                     |
| 2011 | 909.545   | 871.726      | —                                                     |
| 2012 | 908.113   | 822.379      | —                                                     |
| 2013 | 851.818   | 814.580      | (nach alter statistischen Datengrundlage)             |
| 2013 | 900.254   | 853.215      | (nach neuer statistischen Datengrundlage, s. Text)    |
| 2014 | 939.357   | 883.165      | (Zahl f. Juni 2014 nach alter Statistik: ca. 882.000) |
| 2015 | 989.664   | 950.842      | —                                                     |
| 2016 | 1.015.392 | 992.647      | —                                                     |
| 2017 | 1.062.091 | 1.031.589    | —                                                     |
| 2018 | 1.030.856 | 923.671      | —                                                     |
| 2019 | 909.463   | 835.712      | —                                                     |

Umstellung der Statistik:
Seit 2013 werden laut Bundesagentur für Arbeit die aktuellen Zahlen im Rahmen eines „personenbezogenen Kennzeichens der Arbeitnehmerüberlassung“ im „Meldeverfahren zur Sozialversicherung“ erfasst. Hierzu heißt es insbesondere: "Die Änderungen bringen mit sich, dass die Zahl der Leiharbeitnehmer aus der neuen Arbeitnehmerüberlassungsstatistik (Juni 2014: 913.000) um etwa 3,5 Prozent über der Zahl aus der bisherigen Statistik nach dem Arbeitnehmerüberlassungsgesetz (882.000) liegt. "
Ein bedeutender Teil der Leiharbeit ist im gewerblichen Bereich angesiedelt. Die Hilfsarbeiter ohne nähere Tätigkeitsangabe stellten im Dezember 2012 mit 302.178 Beschäftigten die größte Gruppe dar. Die Dienstleistungsberufe folgten mit 161.953 Beschäftigten an zweiter Stelle. Männer sind bei Leiharbeitsverhältnissen deutlich in der Überzahl: So waren zum Stichtag 31. Dezember 2013 nur 30 % der erfassten Beschäftigten Frauen.
Im Jahresdurchschnitt 2010 bezogen nach Angaben der Bundesregierung mindestens 52.000 sozialversicherungspflichtig Beschäftigte in der Branche der Arbeitnehmerüberlassung aufstockendes Arbeitslosengeld II, darunter waren etwa 43.000 Vollzeitbeschäftigte (ohne Auszubildende).
2019 berichteten Medien, dass es im Bereich der Altenpflege zunehmend Zeitarbeit gebe, was für die Arbeitnehmer vor allem deshalb attraktiv sei, weil Zeitarbeitern eine Mitsprache bei ihren Arbeitseinsätzen eingeräumt wird und sie so beispielsweise Nacht- und Wochenendschichten ablehnen können. Zudem würden Zeitarbeiter besser entlohnt als das Stammpersonal. Laut Zahlen der Bundesagentur für Arbeit (BA) waren 2018 insgesamt 2 % der in der Pflege beschäftigten Personen Zeitarbeiter. Dabei hat sich die Anzahl der in der Altenpflege beschäftigten Zeitarbeiter im Zeitraum von 2014 bis 2018 von 8.000 auf 12.000 erhöht. In der Krankenpflege ist der Anteil im demselben Zeitraum von 12.000 auf 18.000 Zeitarbeiter gestiegen. Eine Bundesratsinitiative forderte ein Verbot der Zeitarbeit im Bereich der Pflege, was u. a. damit begründet wurde, die Abwerbung von Fachkräften durch Leiharbeitsfirmen zu unterbinden.

### Erlaubnispflicht
In Deutschland benötigen Unternehmer, die Arbeitnehmerüberlassung betreiben wollen, eine Erlaubnis der Bundesagentur für Arbeit (§ 1 AÜG). Die Erlaubnis kann versagt oder widerrufen werden, wenn die Voraussetzungen nach § 3 bzw. § 5 AÜG vorliegen. Die Erlaubnispflicht gilt seit dem 1. Dezember 2011 auch, wenn die Arbeitnehmerüberlassung nicht gewerbsmäßig im Sinne des Gewerberechts ist, so dass beispielsweise auch konzerninterne Personalservicegesellschaften, die Leiharbeitnehmer zum Selbstkostenpreis anderen Konzernunternehmen überlassen, eine Erlaubnis benötigen.
Von der Erlaubnispflicht ausgenommen ist die Arbeitnehmerüberlassung
- zwischen Arbeitgebern desselben Wirtschaftszweiges zur Vermeidung von Kurzarbeit oder Entlassungen, wenn ein für den Entleiher und Verleiher geltender Tarifvertrag dies vorsieht,
- zwischen Konzernunternehmen im Sinne des § 18 Aktiengesetz, wenn der Arbeitnehmer nicht zum Zweck der Überlassung eingestellt und beschäftigt wird,
- zwischen Arbeitgebern, wenn die Überlassung nur gelegentlich erfolgt und der Arbeitnehmer nicht zum Zweck der Überlassung eingestellt und beschäftigt wird, oder
- in das Ausland, wenn der Leiharbeitnehmer in ein auf der Grundlage zwischenstaatlicher Vereinbarungen begründetes deutsch-ausländisches Gemeinschaftsunternehmen verliehen wird, an dem der Verleiher beteiligt ist,
- eines Arbeitgebers mit weniger als 50 Beschäftigten, der zur Vermeidung von Kurzarbeit oder Entlassungen einen Arbeitnehmer, der nicht zum Zweck der Überlassung eingestellt und beschäftigt wird, bis zur Dauer von zwölf Monaten überlässt, wenn er die Überlassung vorher schriftlich der Bundesagentur für Arbeit angezeigt (PDF) hat, § 1a Abs. 1 AÜG.

### Verdeckte Arbeitnehmerüberlassung
Eine unerlaubte Arbeitnehmerüberlassung wird als verdeckte Arbeitnehmerüberlassung bezeichnet. Sie liegt vor, wenn einer oder mehrere der folgenden Punkte erfüllt sind:
- Der Verleiher besitzt keine Erlaubnis zur Arbeitnehmerüberlassung.
- Die eigentliche Arbeitnehmerüberlassung wird als Werkvertrag definiert, um den Sozialschutz der Fremdarbeitskräfte zu umgehen.[58]
- Die Arbeitnehmertätigkeit wird als selbstständige Tätigkeit deklariert, um zusätzlich Lohnabgaben und arbeitsrechtliche Formalien zu umgehen (siehe Scheinselbständigkeit).

Die verdeckte Arbeitnehmerüberlassung ist illegal, und somit sind die Verträge zwischen Entleiher und Verleiher sowie zwischen Verleiher und Arbeitnehmer unwirksam (§ 9 Nr. 1 AÜG). Es wird stattdessen ein Arbeitsvertrag zwischen Entleiher und Arbeitnehmer fingiert, wobei sowohl der Entleiher als auch der Verleiher gesamtschuldnerisch für die Zahlungspflichten haften (§ 10 Abs. 1, S. 1 AÜG).

### Grundsatz der Gleichbehandlung
In Artikel 5 Abs. 1 Unterabs. 1 der europäischen Leiharbeitsrichtlinie ist festgeschrieben, dass wesentliche Arbeits- und Beschäftigungsbedingungen bei Leiharbeit während der Dauer der Überlassung an einen Entleiher mindestens jenen entsprechen müssen, die gelten würden, wenn sie vom Entleiher unmittelbar für den gleichen Arbeitsplatz eingestellt wären (so genanntes equal pay und equal treatment, § 9 Nr. 2 und Nr. 2a AÜG).

Da Artikel 5 Abs. 3 der Leiharbeitsrichtlinie eine Öffnungsklausel enthält, lassen viele Tarifverträge Abweichungen vom Gleichbehandlungsgrundsatz zulasten der Leiharbeitnehmer zu.
Dies führte nach deutschem Recht (§ 9 Nr. 2 AÜG) dazu, dass in Deutschland die Ausnahme zur Regel wurde. Daher entschied der EuGH am 15. Dezember 2022 (Rechtssache C-311721), dass in der Europäischen Union Leiharbeit nur schlechter bezahlt werden darf als Stammbeschäftigung, wenn ein Tarifvertrag den Nachteil ausgleicht.

Sieht ein Tarifvertrag niedrigere Löhne für Leiharbeit vor, müssen wesentliche Vorteile wie mehr Freizeit dies ausgleichen, da sonst Leiharbeit zu wenig geschützt ist.

### Tarifverträge
In Deutschland gibt es zwei gültige Flächentarifverträge für die Zeitarbeitsbranche, die zwischen den folgenden Tarifvertragsparteien geschlossen wurden:
- Bundesarbeitgeberverband der Personaldienstleister e. V. (BAP) und den DGB-Gewerkschaften
- Interessenverband Deutscher Zeitarbeitsunternehmen e. V. (iGZ) und die DGB-Gewerkschaften

Ergänzend zu den in diesen Tarifverträgen festgelegten Entgelten gelten seit dem 1. November 2012 für die Überlassung in Betriebe der Metall- und Elektroindustrie und der Chemischen Industrie, seit dem 1. Januar 2013 in der Kunststoffverarbeitenden Industrie und in der Kautschukindustrie Branchenzuschläge, die zwischen der IG Metall bzw. der IG Bergbau, Chemie, Energie und den vorgenannten Arbeitgeberverbänden vereinbarten Tarifverträge über Branchenzuschläge. Zum 1. April 2013 folgten die Branche Schienenverkehr, die Textil- und Bekleidungsindustrie sowie die Holz- und Kunststoff verarbeitende Industrie. Diesen schloss sich zum 1. Mai 2013 die Papier, Pappe und Kunststoff verarbeitende Industrie an. Der Branchenzuschlagstarif in der Druckindustrie seit dem 1. Juli 2013 beendet diese Reihe vorerst. Die Höhe der Zuschläge ist gestaffelt und richtet sich nach der Einsatzdauer beim Entleiher.
Wird der Arbeitnehmer für Tätigkeiten überlassen, für die ein Mindestlohn gilt, ist nach § 8 Abs. 3 Arbeitnehmer-Entsendegesetz dem Leiharbeitnehmer mindestens dieser Mindestlohn zu zahlen.
Tarifvertragswerke, die auf Arbeitnehmerseite von der Tarifgemeinschaft Christlicher Gewerkschaften für Zeitarbeit und PersonalService-Agenturen (CGZP) geschlossen worden waren, waren mangels Tariffähigkeit der CGZP von Anfang an nichtig.

### Arbeitnehmerüberlassung in der Praxis

#### Arbeitszeit
Die Tarifverträge der DGB-Gewerkschaften mit dem Interessenverband Deutscher Zeitarbeitsunternehmen (iGZ) und dem Bundesarbeitgeberverband der Personaldienstleister (BAP) sehen eine Wochenarbeitszeit von 35 Stunden vor. Durch eine Zusatzvereinbarung, z. B. im Rahmen einer Teilzeitbeschäftigung, kann davon abgewichen werden. Durch Abzug gesetzlicher Feiertage wird für jeden Monat eine „individuelle regelmäßige monatliche Arbeitszeit“ gebildet:
- Bei 20 Arbeitstagen beträgt die Monatsarbeitszeit 140 Stunden.
- Bei 21 Arbeitstagen beträgt die Monatsarbeitszeit 147 Stunden.
- Bei 22 Arbeitstagen beträgt die Monatsarbeitszeit 154 Stunden.
- Bei 23 Arbeitstagen beträgt die Monatsarbeitszeit 161 Stunden.

Dies entspricht einer durchschnittlichen Monatsarbeitszeit von 151,67 Stunden (35 Stunden/Woche * 52 / 12).
Für den Leiharbeitnehmer maßgeblich ist jedoch die Arbeitszeitregelung im Betrieb des Entleihers. Wird dort z. B. 40 Stunden pro Woche gearbeitet, so hat der Leiharbeitnehmer auch 40 Stunden zu arbeiten, er erhält für die betreffende Woche aber nur 35 Arbeitsstunden ausbezahlt. Alle Stunden, die über die wöchentliche Arbeitszeit von 35 Stunden hinaus gearbeitet werden, fließen als Guthaben auf ein Arbeitszeitkonto.
Überstunden, die über die angenommenen 40 Arbeitsstunden pro Woche hinausgehen und zu deren Ableistung der Leiharbeitnehmer vertraglich verpflichtet sein kann, werden ebenfalls dem Arbeitszeitkonto gut geschrieben, jedoch werden dafür die Zuschläge in dem Monat ausgezahlt, in dem diese anfallen. Durch eine einsatzbezogene Zusatzvereinbarung zum Arbeitsvertrag kann jedoch auch die vertragliche Arbeitszeit auch auf bis zu 40 h/Woche erhöht werden.
Feiertage werden mit dem durchschnittlichen Arbeitsverdienst sowie der durchschnittlichen Arbeitszeit der letzten abgerechneten drei Monate gemäß iGZ-DGB-Manteltarifvertrag § 6a angesetzt. Gleiches gilt für die Lohnfortzahlung bei Urlaub und Krankheit.

#### Arbeitszeitkonto
Für die Verleiher ist das Arbeitszeitkonto ein wichtiges Element, um Leiharbeitnehmer entsprechend dem Arbeitsanfall im Entleihbetrieb einsetzen zu können. Da ein Abbau des Arbeitszeitkontos vom Arbeitnehmer beim Arbeitgeber beantragt werden muss, Mehrarbeit dagegen vom Arbeitgeber angeordnet werden kann, profitiert vom Arbeitszeitkonto hauptsächlich der Betrieb. Dadurch können über Monate Zeitkonten bis zum Maximum aufgebaut werden, wobei jeweils nur der Überstundenzuschlag im jeweiligen Monat ausgezahlt wird. Den restlichen Vorteil für die geleisteten Stunden erhält der Arbeitnehmer erst zum Zeitpunkt des späteren Freizeitausgleiches bzw. wenn die Stunden zum Ende des Arbeitsverhältnisses ausbezahlt werden. Das Arbeitszeitkonto darf nach den iGZ-Tarifen bis zu 150 Plusstunden und maximal 21 Minusstunden umfassen, bei den BAP-Tarifen sind sogar 200 Plusstunden zulässig. Nur die über 150 Plusstunden hinausgehenden Stunden müssen gegen Insolvenz abgesichert werden. Die Anzahl der möglichen Minusstunden ist hier nicht begrenzt. Zur Beschäftigungssicherung kann das Arbeitszeitkonto bei saisonalen Schwankungen im Einzelfall sogar bis zu 230 Plusstunden umfassen.

##### Plus- und Minusstunden
Mehrarbeitsstunden über die regelmäßige monatliche Arbeitszeit hinaus werden als Plusstunden dem Arbeitszeitkonto gutgeschrieben. Minusstunden werden vom Arbeitszeitkonto abgezogen, wenn der Arbeitnehmer weniger als die regelmäßige Arbeitszeit pro Monat gearbeitet hat. Für Tage, an denen kein Einsatz bei einem Entleiher erfolgt, wird der regelmäßige tägliche Arbeitslohn gezahlt (z. B. für 7 Stunden bei 35 h/Woche), ohne dass dafür Minusstunden auf das Zeitkonto übertragen werden.
Hierzu entschied das LAG Hessen im Urteil vom 28. April 2016 – 9 Sa 1287/15 -:
„Der zwischen dem Bundesarbeitgeberverband der Personaldienstleister e. V. (BAP) – vormals Bundesverband Zeitarbeit Personal-Dienstleistungen e. V. (BZA) – und den Mitgliedsgewerkschaften des DGB abgeschlossene Manteltarifvertrag Zeitarbeit vom 22. Juli 2003 berechtigt den Arbeitgeber nicht, verleihfreie Zeiten (Nichteinsatzzeiten) einseitig als Abzugsposition im Arbeitszeitkonto des Arbeitnehmers zu verbuchen. Diese Zeiten sind keine ‚Minusstunden‘ im Sinne des MTV. Der Arbeitgeber kann die verleihfreie Zeit auch nicht einseitig zur Nichtarbeitszeit (Freizeit) machen.“
Grundlage dafür ist § 11 Abs. 4 Satz 2 und 3 AÜG, das den § 615 Satz 1 BGB für Leiharbeitsverhältnisse bestätigt. Die Praxis, für Tage des Nichteinsatzes Stunden vom Arbeitszeitkonto des Leiharbeitsnehmers abzuziehen, ist illegal, da das Recht auf Vergütung nicht durch Arbeits- oder Tarifverträge eingeschränkt werden darf.

##### Ausgleich des Arbeitszeitkontos
Laut Tarifvertrag der IGZ kann der Arbeitgeber pro Monat zwei Arbeitstage Freizeitausgleich zu einem von ihm gewünschten Termin anordnen, wenn dafür genügend Plusstunden vorhanden sind. Der Leiharbeitnehmer hat ebenfalls Anspruch auf zwei frei verfügbare Arbeitstage Freizeitausgleich, muss diese jedoch zuvor beim Arbeitgeber beantragen und genehmigen lassen. Aus dringenden betrieblichen Gründen kann dieser den beantragten Freizeitausgleich ablehnen. Wird der Leiharbeitnehmer für beantragte Zeiten des Freizeitausgleichs arbeitsunfähig, werden die beantragten Stunden trotzdem vom Arbeitszeitkonto abgezogen.
Beim Ausscheiden des Leiharbeitnehmers wird ein positives Arbeitszeitguthaben ausbezahlt, ein negatives Arbeitszeitguthaben wird mit Entgeltansprüchen verrechnet.
Eine derartige Verrechnung hielt einer gerichtlichen Überprüfung des Landesarbeitsgericht Mecklenburg-Vorpommern jedoch nicht stand: „Ein negatives Arbeitsguthaben auf einem Arbeitskonto ist vom Arbeitnehmer bei Ausscheiden trotz entsprechender Vereinbarung nicht auszugleichen, wenn das negative Guthaben auf Grund von Arbeitsmangel entstanden ist.“ (Urteil vom 26. März 2008 – 2 Sa 314/07)
Der Leiharbeitnehmer kann dabei ein negatives Zeitguthaben auch durch Nacharbeit ausgleichen.

#### Kündigungsfristen
Die Tarifverträge sehen relativ kurze Kündigungsfristen vor.
- BAP-Tarifvertrag: Während der ersten zwei Wochen des Beschäftigungsverhältnisses kann die Kündigungsfrist arbeitsvertraglich zwischen Arbeitgeber und Leiharbeitnehmer auf einen Tag verkürzt werden. Danach kann das Arbeitsverhältnis in den ersten drei Monaten der Probezeit mit einer Frist von einer Woche gekündigt werden. Erst nach Ablauf der drei Monate gilt während der restlichen Probezeit von insgesamt sechs Monaten die gesetzliche Kündigungsfrist des § 622 Abs. 3 BGB von zwei Wochen.
- IGZ-Tarifvertrag: In den ersten vier Wochen der Probezeit kann das Beschäftigungsverhältnis mit einer Frist von zwei Arbeitstagen gekündigt werden. Von der fünften Woche an bis zum Ablauf des zweiten Monats beträgt die Kündigungsfrist eine Woche. Vom dritten Monat des Beschäftigungsverhältnisses an gelten die gesetzlichen Kündigungsfristen.

Diese Kündigungsfristen gelten beiderseits. Probezeit und Kündigungsfristen gelten gleichermaßen für befristete Beschäftigungsverhältnisse.

#### Sozialauswahl
Die Grundsätze der Sozialauswahl gelten auch für die Kündigung von Arbeitnehmern beim Verleiher. Die Leiharbeitnehmer bleiben auch während ihrer Arbeitsleistung beim Entleiher Angehörige des Betriebs des Verleihers. Der Verleiher muss ggf. einen Arbeitnehmer gegen einen der übrigen überlassenen, sozial weniger schutzwürdigen Arbeitnehmer austauschen. Er kann sich in der Regel nicht darauf berufen, keine Sozialauswahl vornehmen zu müssen, weil sich der Entleiher eine Letztentscheidung vorbehält, welcher Arbeitnehmer bei ihm eingesetzt werden soll. Der Verleiher muss ggf. die Sozialauswahl vornehmen, bevor es bei der Neubesetzung von Stellen die Profile seiner Arbeitnehmer an andere Unternehmen übersendet. Es muss in diesem Fall den Entleihern die Profile der sozial schutzwürdigeren Kandidaten übersenden.

#### Entlohnung

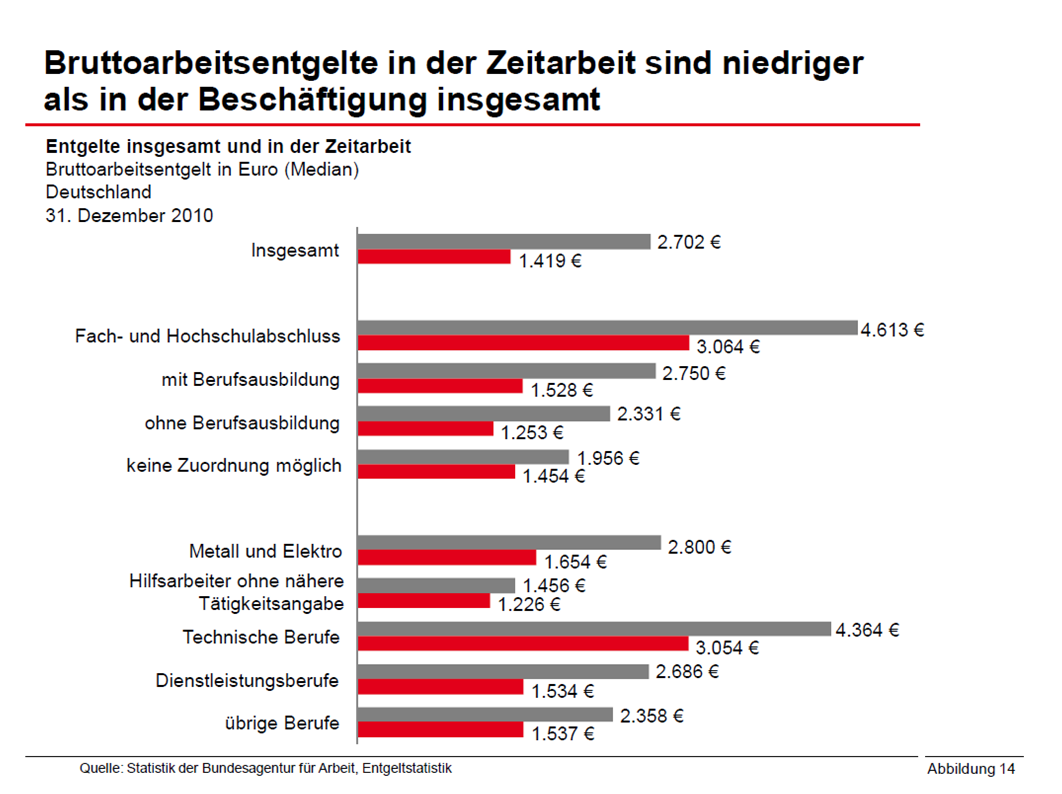
Mittleres Bruttoarbeitsentgelt nach Tätigkeit und Qualifikation

Die Entlohnung richtet sich nach der Entgeltgruppe gemäß der Tätigkeit, die der Leiharbeitnehmer ausüben soll (Beachtung Stellenbeschreibung), wenn das Zeitarbeitsunternehmen tariflich gebunden ist. Eine Eingruppierung bei der Einstellung setzt voraus, dass der Leiharbeitnehmer auch tatsächlich die Qualifikation hat. Eine spätere „Herunterstufung“ ist nur möglich, wenn sich nachträglich herausstellt, dass der Leiharbeitnehmer nachweislich nicht die der Qualifikation entsprechende Leistung zu erbringen in der Lage ist. Wird der Leiharbeitnehmer in einem Folgeeinsatz in einer höheren Qualifikationsstufe eingeplant, so kann einsatzbezogen, d. h. durch eine Zusatzvereinbarung zum Arbeitsvertrag, befristet auf die Dauer des Einsatzes eine Höherstufung vorgenommen werden.
Einige Firmen erstatten die Kosten für Fahrt- und Übernachtung sowie den Verpflegungsmehraufwand (auch bekannt als „Auslöse“). Die Tarifverträge BZA-DGB-Gewerkschaften erlaubten bis Mitte 2010 eine Barlohnumwandlung: Bis zu 25 % des Tariflohns durften mit Fahrgeld und Verpflegungsmehraufwand verrechnet werden.
Beispiel:
Tariflohn 7,89 € pro Stunde, übertarifliche Zulage einsatzbezogen 0,62 €, Stundenlohn deshalb 8,51 € pro Stunde, Kürzung um 25 % (für Fahrgeld, Verpflegungsmehraufwand) auf 6,39 € pro Stunde.
Der Leiharbeitnehmer erhält 8,51 € pro Stunde, davon 2 € als Fahrgeld und Verpflegungsmehraufwand, ggf. steuer- und sozialversicherungsfrei. Nach dem Einsatzende erhält der Leiharbeitnehmer jedoch nur den Tariflohn in Höhe von 7,89 €. Der Verpflegungsmehraufwand kann nur in den ersten 3 Monaten (gesetzlich geregelt) jedes Einsatzes sozialversicherungsfrei ausbezahlt werden. Diese Barlohnumwandlung ist seit dem Inkrafttreten des Neuabschlusses zum 1. Juli 2010 nicht mehr möglich.
Ab 1. Juli 2010 stieg der unterste Tariflohn (Entgeltgruppe 1) (BZA, iGZ) im Westen von 7,38 € auf 7,60 €, im Osten auf 6,65 €. Ab 1. Mai 2011 erhöhte sich das Mindestentgelt auf 7,79 € und zum 1. November 2011 auf 7,89 €. Dies vereinbarten DGB-Gewerkschaften und der Arbeitgeberverband BZA im März 2010. Diverse Klauseln, die es bisher erlaubten, den untersten Tariflohn zu unterschreiten, wurden gestrichen. Im Rahmen der Änderungen des Tarifvertrages vom 17. September 2013 wurde der Mindesttariflohn auf 8,19 € (West) bzw. 7,50 € (Ost) angehoben. Weitere Anhebungen erfolgten zum 1. Januar 2014 (8,50 € West / 7,86 € Ost) und zum 1. April 2015 (8,80 € West / 8,20 € Ost). Ab Juni 2016 stieg er auf 9,00 (West) bzw. 8,50 Euro (Ost).
Der Tarifabschluss von November 2016 soll neben Lohnsteigerungen auch für eine Angleichung der Ost-West-Tariflöhne bis zum 1. April 2021 und einen deutlicheren Abstand zum Mindestlohn sorgen.
Wegen der Erhöhung des allgemeinen gesetzlichen Mindestlohns ab dem 1. Oktober 2022 auf 12,00 € wurde eine Anpassung der Tarifverträge für die Zeitarbeitsbranche nötig. Dabei haben sich die Tarifparteien auf einen etwas darüber liegenden Betrag geeinigt, um die Beschäftigung in der Zeitarbeitsbranche attraktiv zu gestalten. Dabei wurde zugleich weitere Erhöhungen für den 1. April 2023 sowie 1. Januar 2024 ausgehandelt.
|            | Ost     | West    | Bemerkung                                             |
| ---------- | ------- | ------- | ----------------------------------------------------- |
| 01.07.2010 | 6,65 €  | 7,60 €  |                                                       |
| 01.05.2011 | 6,89 €  | 7,79 €  |                                                       |
| 01.11.2011 | 7,01 €  | 7,89 €  |                                                       |
| 01.11.2012 | 7,50 €  | 8,19 €  |                                                       |
| 01.01.2014 | 7,86 €  | 8,50 €  |                                                       |
| 01.04.2015 | 8,20 €  | 8,80 €  |                                                       |
| 01.06.2016 | 8,50 €  | 9,00 €  |                                                       |
| 01.01.2017 | 8,84 €  |         | Anpassung an den allgemeinen gesetzlichen Mindestlohn |
| 01.03.2017 | 8,91 €  | 9,23 €  |                                                       |
| 01.04.2018 | 9,27 €  | 9,48 €  |                                                       |
| 01.01.2019 | 9,49 €  |         |                                                       |
| 01.04.2019 |         | 9,79 €  |                                                       |
| 01.10.2019 | 9,66 €  | 9,96 €  |                                                       |
| 01.04.2020 | 9,88 €  | 10,15 € |                                                       |
| 01.10.2020 | 10,10 € |         |                                                       |
| 01.04.2021 | 10,45 € | 10,45 € |                                                       |
| 01.04.2022 | 10,88 € | 10,88 € |                                                       |
| 01.10.2022 | 12,43 € | 12,43 € | Anpassung an den allgemeinen gesetzlichen Mindestlohn |
| 01.04.2023 | 13,00 € | 13,00 € |                                                       |
| 01.01.2024 | 13,50 € | 13,50 € |                                                       |
| 01.10.2024 | 14,00 € | 14,00 € |                                                       |
| 01.03.2025 | 14,53 € | 14,53 € |                                                       |

#### Weiterbeschäftigung beim Entleiher
Der Verleiher kann gleichzeitig als Personalvermittler auftreten. Wenn der Leiharbeitnehmer vom Entleiher fest angestellt werden soll, wird er von dem Verleiher vermittelt. Dafür kann der Verleiher eine Vermittlungsgebühr (in der Regel 10 % bis 30 % des künftigen Bruttojahresgehaltes) vom neuen Arbeitgeber verlangen. Üblich ist auch eine kostenfreie Übernahme des Leiharbeitnehmers nach Ablauf einer festgelegten Überlassungsdauer, i. d. R. 6 Monate. Dies wird wie auch Höhe und Fälligkeit einer Vergütung im Arbeitnehmerüberlassungsvertrag (AÜV) einzelvertraglich geregelt. Vereinbarungen, nach denen der Leiharbeitnehmer eine Vermittlungsvergütung an den Verleiher zu zahlen hat, sind nach § 9 Abs. 5 AÜG unwirksam.

#### Steuerrecht
Ob ein Leiharbeitnehmer einer ortsfesten betrieblichen Einrichtung der ersten Tätigkeitsstätte zugeordnet werden kann oder eine Einsatzwechseltätigkeit ausübt, wird gemäß § 9 Abs. 4 Satz 2 EStG durch die dienst- oder arbeitsrechtlichen Festlegungen sowie die diese ausfüllenden Absprachen und Weisungen bestimmt. Wird der Arbeitnehmer von seinem Arbeitgeber einer betrieblichen Einrichtung zugeordnet, weil er dort seine Arbeitsleistung erbringen soll, ist diese Zuordnung aufgrund der steuerrechtlichen Anknüpfung an das Dienst- oder Arbeitsrecht auch steuerrechtlich maßgebend.
Leiharbeitnehmer haben regelmäßig wegen fehlender Dauerhaftigkeit keine erste Tätigkeitsstätte. Es gelten jedoch Ausnahmen, wenn der Einsatz des Leiharbeitnehmers von Beginn an
- länger als 48 Monate dauern soll (seit 2017 durch die Änderung des AÜG nicht mehr möglich),
- mit einer Übernahmezusage verbunden ist oder
- bis auf Weiteres (das heißt ohne Befristung) erfolgt.[73]

### Politische Debatte in Deutschland
Während FDP und CDU/CSU die Leiharbeit in ihrer gegenwärtigen Form in Deutschland befürworten, lehnt die Linkspartei die Leiharbeit ab. Die SPD und die Bündnis 90/Die Grünen hingegen wollen an der Leiharbeit festhalten, doch sollen dort Missbräuche beendet werden und die Durchsetzung gleicher Arbeitsbedingungen und eine gleiche Bezahlung für Stammbelegschaft und Leiharbeiter soll erreicht werden. Dies erreichten sie mit der Neuregelung von Leiharbeit und Werkverträgen, die der Bundestag am Freitag, 21. Oktober 2016, mit den Stimmen von Union und SPD verabschiedet hat. Die Gesetzesänderung trat am 1. April 2017 in Kraft.

### Werkverträge als Ersatz für Leiharbeit
Am 14. Dezember 2010 erklärte das Bundesarbeitsgericht alle von der Tarifgemeinschaft Christlicher Gewerkschaften für Zeitarbeit und Personal-Service-Agenturen (CGZP) seit 2003 ausgehandelten Tarifverträge im Rahmen von Arbeitnehmerüberlassung für ungültig. Mit der Entscheidung eröffnete das Gericht Leiharbeitern die Möglichkeit, nachträglich gleichen Lohn für gleiche Arbeit einzuklagen. Nach dieser Gerichtsentscheidung verlagerte sich das Interesse beispielsweise von Siemens vom Einsatz von Leiharbeitern zurück zum Abschluss von Werkverträgen. Dies ermöglicht Siemens die Umgehung des Betriebsrates bei Mitbestimmungsrechten. Dieser Strategiewechsel wurde seit Ende 2011 von einer breiten politischen Debatte über den „Missbrauch“ von Werkverträgen begleitet. Neu an dieser Entwicklung ist, dass Werkverträge nicht mehr nur eine Angelegenheit mehrfach benachteiligter Beschäftigtengruppen (Ungelernte, Frauen oder Migranten) sind, sondern auch in Kernbereiche der industriellen Produktion Einzug halten, die der Öffentlichkeit lange Zeit als relativ gut geschützte „Hochlohnsektoren“ galten.

### Der Markt für Zeitarbeit und Personaldienstleistungen in Deutschland
Arbeitnehmerüberlassung ist in allen Wirtschaftszweigen und mit allen Qualifikationen vertreten. Nach § 1b AÜG gilt ein sektorales Verbot der Überlassung von gewerblichen Arbeitnehmern in Betriebe der Bauwirtschaft.
Der deutsche Leih- und Zeitarbeitsmarkt ist stark fragmentiert. Es gibt etwas mehr als 11.500 Zeitarbeitsfirmen in Deutschland, die etwa 2 % der arbeitenden Bevölkerung beschäftigen. Dies entspricht ca. 900.000 Zeitarbeitern (November 2010). In den Niederlanden sind es laut dem Weltverband der Zeitarbeitsbranche CIETT ca. 2,5 %, in Großbritannien ca. 5 %, in Frankreich ca. 2,1 %.
In Deutschland betrug der Inlandsumsatz der fünf größten Personaldienstleister 2006 über 3,2 Milliarden €. Die Branchenriesen Randstad, Adecco, Persona service und Manpower teilen sich rund 30 % des Marktes. Die Marktstudie Zeitarbeit 2021 des Beratungsunternehmens Lünendonk geht von einem Gesamtmarktvolumen von ca. 31 Mrd. Euro im Jahr 2021 aus.
2013 bestimmten die folgenden Anbieter maßgeblich den deutschen Markt für Arbeitnehmerüberlassung:
| Rang | Unternehmen                    | Umsatz in Deutschland in Mio. Euro | Zeitarbeitnehmerzahl in Deutschland |
| ---- | ------------------------------ | ---------------------------------- | ----------------------------------- |
| 1    | Randstad Deutschland           | 1.949,3                            | 55.000                              |
| 2    | Adecco Germany                 | 1.629,3                            | 37.300                              |
| 3    | Persona Service Verwaltungs AG | 709,5                              | 19.000                              |
| 4    | Autovision Zeitarbeit          | 1.949,3                            | 55.000                              |
| 5    | ManpowerGroup Germany          | 1.949,3                            | 55.000                              |
| 6    | I. K. Hofmann                  | 578,0                              | 17.114                              |
| 7    | Dekra Arbeit                   | 318,0                              | 8.743                               |
| 8    | 7S Group                       | 294,5                              | 7.261                               |
| 9    | ZAG Zeitarbeits-Gesellschaft   | 270,0                              | 10.000                              |
| 10   | Orizon                         | 261,6                              | 7.139                               |

1. ↑  Umsätze einschließlich Gulp, Randstad Financial Services, Randstad Outsourcing, Randstad Professionals, Randstad Sourceright und Tempo-Team Personaldienstleistungen.
2. ↑  Umsätze der Adecco-Gruppen-Unternehmen 2014: Adecco Personaldienstleistungen GmbH: 511,8 Mio. €, DIS AG: 491,4 Mio. €, Tuja Gruppe: 626,1 Mio. €
3. ↑  Veränderungen in der internen Mitarbeiterstruktur durch Unternehmensübergang zum 1. Januar 2014. Davor Zeitarbeitnehmerzahlen von Autovision GmbH und Wolfsburg AG, Daten teilweise geschätzt.
4. ↑  Inklusive der Umsätze der Vivento IS, der Joint Ventures Bankpower und AviationPower sowie weiterer Tochtergesellschaften

Bis Mitte 2012 war eine kontinuierlich hohe Nachfrage nach Zeitarbeitnehmern zu verzeichnen, dann sorgte der Rückgang des Bruttoinlandsprodukts (BIP) von 3,0 Prozent (2011) auf 0,7 Prozent bei manchen Unternehmen zu einem Rückgang der Umsätze und die Einführung der Branchenzuschläge für einen Rückgang der Gewinne. Bereits im Verlauf der 2000er Jahre entstanden neue Business-to-Business-Dienstleistungen im Bereich Personalbeschaffung oder der Auslagerung ganzer Geschäftsprozesse. Finden auch die koordinierenden Tätigkeiten in Räumlichkeiten des Auftraggebers statt, spricht man von On-Site-Management; dabei kann ein Personaldienstleister als so genannter Master Vendor den Personalbedarf auf andere Personalfirmen verteilen. Unternehmen mit umfangreicherem Bedarf an Zeitarbeitern, die von mehreren Unternehmen gestellt werden, greifen inzwischen auf die Dienstleistung „Managed Service-Providing“ zurück, bei dem ein Zeitarbeitsunternehmen in erster Linie als Organisator der benötigten Zeitarbeitnehmer auftritt, Angebote und Einsatzkonzepte vergleicht und dem Entleihbetrieb sozusagen als Berater zum optimierten Einsatz zur Verfügung steht.
Die allgemeine Akzeptanz der Branche zeigt sich auch in der Anerkennung eines eigenständigen Berufsbildes nach Berufsbildungsgesetz (BBiG), mit der Ausbildungsrichtung „Kauffrau/-mann für Personaldienstleistungen“.

## Arbeitskräfteüberlassung in Österreich
Die Überlassung von Arbeitskräften an Dritte regelt das Arbeitskräfteüberlassungsgesetz (AÜG) von 1988. Das Entgelt, das der Dienstnehmer während der Überlassung bezieht, hat sich nach den kollektivvertraglichen Bestimmungen der Beschäftigerbranche zu richten. Der Dienstnehmer darf nicht „schlechter gestellt“ werden als das Stammpersonal.
Österreichische Begriffsbestimmungen (lt. AÜG):
§ 3. (1) Überlassung von Arbeitskräften ist die Zurverfügungstellung von Arbeitskräften zur Arbeitsleistung an Dritte.
(2) Überlasser ist, wer Arbeitskräfte zur Arbeitsleistung an Dritte vertraglich verpflichtet.
(3) Beschäftiger ist, wer Arbeitskräfte eines Überlassers zur Arbeitsleistung für betriebseigene Aufgaben einsetzt.
Eine Überlassung an streikende Betriebe ist gesetzlich verboten (§ 9 AÜG).

### Zahlen zur Arbeitskräfteüberlassung in Österreich
Das Bundesministerium für Wirtschaft und Arbeit erhebt jährliche statistische Daten zur Arbeitskräfteüberlassung. Zum Stichtag 29. Juli 2005 gab es insgesamt 46.679 überlassene Dienstnehmer bei 12.300 Beschäftigten. Von diesen 46.679 Dienstnehmer waren 9.670 (20,7 %) bis zu einem Monat und 12.385 (26,5 %) über 12 Monate laufend überlassen. 50,5 % der Dienstnehmer waren bis zu 6 Monaten, 40,4 % über 6 Monate überlassen.
Zum Stichtag 31. Juli 2010 gab es insgesamt 66.054 überlassene Dienstnehmer bei 2.082 Beschäftigern.